# カムバックソース
カムバックソース（英語: Comeback sauce）は、フライ料理の味付けやサラダドレッシングとして用いられるディップ用のソースである。ミシシッピ州中央部で食べられる。

## 概要
ルイジアナレムラードと似て、ソースのベースはマヨネーズとチリソースである。多くのレシピでは、ウスターソース、ケチャップ、パプリカ等、他の材料も加える。
ミシシッピ州ジャクソンのレストランでは、店独自のオリジナルのソースを作っているところもあり、ボトルで販売しているところもある。

## 歴史
このソースは、1930年代または1940年代にミシシッピ州ジャクソンのギリシア料理レストランで発祥した。Mayflower CafeまたはRotisserie Restaurantで発明されたと言われる。